# Нова Бяла река
Нòва Бя̀ла рекà е село в Североизточна България, община Върбица, област Шумен.

## География
Село Нова Бяла река се намира на около 34 km юг-югозападно от областния център град Шумен, около 5 km източно от общинския център град Върбица и около 27 km изток-североизточно от град Котел. Разположено е в източната част на историко-географската област Герлово, до северните разклонения на Върбишка планина. Надморската височина в центъра на селото при сградата на кметството е около 265 m, а преобладаващият слаб наклон на терена е на север. Климатът е умереноконтинентален. Източно край селото тече река Кубарня, която се влива на около 1,5 km по-нататък в язовир „Бяла река“, а след изтичането от него – в язовир „Тича“.
През село Нова Бяла река минава третокласният републикански път III-7304, водещ на изток през селата Бяла река, Тушовица и Риш до връзка с второкласния републикански път II-73. Път II-73 на север е отклонение при град Шумен от първокласния републикански път I-7, а на юг води до връзка с Подбалканския път. На запад третокласният път III-7304 води от Нова Бяла река до град Върбица и връзка там с първокласния път I-7.
На около километър западно от селото има два микроязовира с площи около един хектар (поземлени имоти с кадастрални идентификатори 51785.30.134 и 51785.20.110; по данни към 16 май 2023 г.).
Землището на село Нова Бяла река граничи със землищата на: село Маломир на северозапад; село Бяла река на североизток, изток и юг; град Върбица на югозапад и запад.

## Население
Числеността на населението на село Нова Бяла река според преброяванията през годините е както следва:
| \| Година на преброяване \| Численост \| \| --------------------- \| --------- \| \| 1934 \| 764 \| \| 1946 \| 883 \| \| 1956 \| 541 \| \| 1965 \| 561 \| \| 1975 \| 514 \| \| 1985 \| 592 \| \| 1992 \| 572 \| \| 2001 \| 566 \| \| 2011 \| 565 \| \| 2021 \| 504 \| |           |
| Година на преброяване | Численост |
| 1934 | 764       |
| 1946 | 883       |
| 1956 | 541       |
| 1965 | 561       |
| 1975 | 514       |
| 1985 | 592       |
| 1992 | 572       |
| 2001 | 566       |
| 2011 | 565       |
| 2021 | 504       |

Етническият състав на населението на село Бяла река по данните за етническите групи според преброяването на населението през 2011 г. е както следва:
|                     | Численост | Дял (в %) |
| Общо                | 565       | 100,00    |
| Българи             | 12        | 2,12      |
| Турци               | 67        | 11,85     |
| Цигани              | –         | –         |
| Други               | 328       | 58,05     |
| Не се самоопределят | 6         | 1,06      |
| Неотговорили        | 152       | 26,90     |

## История
Селото е в България от 1878 г.
При някои от преброяванията на населението селото е записвано като:
- Нова Бяла река – преброяване на 1 януари 1881 г. (562 жители);[8]
- Бяла Река Нова – преброяване на 1 януари 1893 г.;[9]
- Нова Бяла река (Ак дере ени махле) – преброявания на: 31 декември 1900 г.[10]; 31 декември 1920 г.[11]; 31 декември 1934 г.[12]

Смята се, че селото Ак дере ени махле е съществувало като махала преди Освобождението. Името Нова Бяла река то носи по неустановени причини. Според местна легенда, двама братя от Бяла река се скарват и единият от тях, прогонен от близките си, се изселва и основава ново село – Нова Бяла река.
Населението до 1919 г. е предимно турско. Около и след 1910 г. в селото се заселват няколко бежански семейства от Източна Тракия. През 1950-те – 1960-те години пристигат преселници от Родопите, водени от нуждата да намерят поминък. През 1970 г. в Нова Бяла река се заселват 650 души от Велинград, Белица и Якоруда. Те закупуват имоти от изселващото се местно население.
Начално училище в село Нова Бяла река е построено и открито през 1911 г. За учебната 1911 – 1912 г. са били записани 35 ученика, а за учебната 1943 – 1944 г. – 60 ученика, като между тях е имало и деца от турски произход. След четвърто отделение е давано свидетелство за завършено начално образование. Общинското начално (І – ІV клас) общообразователно училище „Христо Смирненски“ в село Нова Бяла река е закрито през 2008 г.

## Обществени институции
Село Нова Бяла река към 2025 г. е център на кметство Нова Бяла река.
В село Нова Бяла река към 2025 г. има:
- действащо читалище „Просвета – 1930“;[17][18]
- джамия;[19]
- Детска градина „Щастливо детство“.[20][21]

## Културни и природни забележителности
- Ак чешмя – източно на 1,5 km под гробищата до река Кубарня. Чешма с ялаци за водопой на добитъка, със студена вода, от която падат пиявиците.
- Беседка на ловно-рибарската дружинка при село Нова Бяла река. Намира се в гората южно от селото.
- Манастира – едно голямо конусовидно възвишение до Хасарлъка. Вечер „улулицата“ се обажда от високото и подсеща за вечността на Балкана. На върха, на равното, преди много години е имало манастир и вероятно там са намерили усамотение и християнска проповед княз Борисовите духовници, а последователите им, избавление от турския ятяган.
- Аркаръ йол – пряк път от Маломир за Бяла Река. Нивите са разположени около него, на юг към Алмалъчаир и северно към Куза.
- Бентарасъ – ниви и ливади, северозападно от селото на 15 km в посока на Маломир.
- Батаклъка – на изток от селото до източната част на Куза. Белорешкото – югоизточно от селото, след река Кубарня. Бозалъка – на юг от селските лозя, редуващ се с ниви и кории. Върбишкото – на запад от Топоклията, лозята и Костакиевата кория, на 3-4-5 km от селото.
- Големия гьол – намира се южно над селото на 0,5 km. Там се приготвят кирпич и тухли за строеж. Неговата вода служи за водопой на добитъка.
- Гюрлюджика – ниви на 2 km североизточно от селото.
- Гяуртарла – самото наименование подсказва, че тая бедна „слаба“ земя, много ерозирала, се обработвала от българи. Отстои на 3 km на югозапад, непосредствено до Балкана.
- Гробищата – действащо християнско гробище на 0,5 km източно.
- Дядо Танасовите каваци – ниви на километър северозападно. В дола има студен извор (футул).
- Кайджика – плодородни ниви на километър североизточно.
- Карапетлик – ниви на 2,5 km североизточно.
- Комлука – източно от Акчешмя, оттатък реката.

## Редовни събития
Ежегодно на 1 май се провежда събор.